# Morelladon
Morelladon („Zub z Morelly“) byl ornitopodní dinosaurus, žijící v období spodní křídy (stupeň barrem až apt, asi před 130 miliony let) na území dnešního Španělska. Holotyp s označením CMP-MS-03 byl objeven v roce 2013 v sedimentech souvrství Arcillas de Morella (odtud rodové jméno). O dva roky později byl dinosaurus formálně popsán jako zástupce kladů Ankylopollexia a Styracosterna.

## Popis
Jednalo se o středně velkého ornitopoda s délkou asi šest metrů, výškou hřbetu 2 až 2,5 metru a hmotností kolem 2 tun.